# Persone di nome Nathalie
| Questa pagina contiene informazioni ricavate automaticamente dalle voci biografiche con l'ausilio del template Bio e di un bot. L'aggiornamento è periodico e automatico e ricostruisce completamente la pagina. Se manca una persona in questa lista, sei pregato di non aggiungerla, ma accertati piuttosto che la sua voce biografica contenga il template Bio e che i dati anagrafici siano correttamente compilati. Se il template Bio manca, inseriscilo tu stesso o, in alternativa, metti l'avviso {{tmp\|Bio}} che ne segnala la mancanza. Se i dati riportati sono sbagliati, correggi direttamente la voce biografica; le modifiche saranno visibili in questa lista entro pochi giorni. Per chiarimenti vedi il progetto antroponimi. La lista contiene solo le 72 persone che sono citate nell'enciclopedia e per le quali è stato implementato correttamente il template Bio. Pagina aggiornata al 22 giu 2025. |

Questa è una lista di persone presenti nell'enciclopedia che hanno il nome Nathalie, suddivise per attività principale.

## Architetti(1)
- Nathalie de Vries, architetto olandese (Appingedam, n. 1965)

## Astronome(1)
- Nathalie Cabrol, astronoma e biologa francese (Bayeux, n. 1963)

## Attrici(11)
- Nathalie Baye, attrice francese (Mainneville, n. 1948)
- Nathalie Boltt, attrice, regista e sceneggiatrice sudafricana (Johannesburg, n. 1973)
- Nathalie Boutefeu, attrice e sceneggiatrice francese (Digione, n. 1968)
- Nathalie Caldonazzo, attrice, showgirl e ballerina italiana (Roma, n. 1969)
- Nathalie Emmanuel, attrice e modella britannica (Southend-on-Sea, n. 1989)
- Nathalie Guetta, attrice e circense francese (Parigi, n. 1958)
- Tippi Hedren, attrice, ex modella e ambientalista statunitense (New Ulm, n. 1930)
- Nathalie Kelley, attrice peruviana (Lima, n. 1985)
- Nathalie Poza, attrice spagnola (Madrid, n. 1972)
- Nathalie Rapti Gomez, attrice e modella colombiana (Barranquilla, n. 1984)
- Nathalie Richard, attrice francese (Parigi, n. 1962)

## Biatlete(2)
- Nathalie Beausire, ex biatleta francese (n. 1970)
- Nathalie Santer, biatleta e fondista italiana (San Candido, n. 1972)

## Cantanti(7)
- Nathalie Cardone, cantante e attrice francese (Pau, n. 1967)
- Natusha, cantante e giornalista francese (Issy-les-Moulineaux, n. 1966)
- Nathalie Gabay, cantante belga (Bruxelles, n. 1965)
- Nathalie de Goloubeff, cantante e traduttrice russa (Vyborg, n. 1879 - Meudon, † 1941)
- Nathalie Nordnes, cantante norvegese (Bergen, n. 1984)
- Nathalie Pâque, cantante, attrice e regista teatrale belga (Liegi, n. 1977)
- Nathalie Sorce, cantante belga (Jemeppe-sur-Sambre, n. 1979)

## Cavallerizze(1)
- Nathalie di Sayn-Wittgenstein-Berleburg, cavallerizza danese (Copenaghen, n. 1975)

## Cestiste(6)
- Nathalie De Roeck, ex cestista belga (Aalst, n. 1975)
- Nathalie Desplat, ex cestista belga (Charleroi, n. 1964)
- Nathalie Étienne, ex cestista francese (T'Kout, n. 1962)
- Nathalie Fontaine, cestista svedese (Stoccolma, n. 1993)
- Nathalie Lesdema, ex cestista francese (Fort-de-France, n. 1973)
- Nathalie Sagna, ex cestista senegalese (Dakar, n. 1968)

## Contralti(1)
- Nathalie Stutzmann, contralto e direttrice d'orchestra francese (Suresnes, n. 1965)

## Danzatrici(1)
- Nathalie Krassovska, ballerina, insegnante e coreografa russa (Pietrogrado, n. 1918 - Dallas, † 2005)

## Danzatrici su ghiaccio(1)
- Nathalie Péchalat, ex danzatrice su ghiaccio francese (Rouen, n. 1983)

## Doppiatrici(1)
- Nathalie Hugo, doppiatrice, conduttrice televisiva e attrice belga (n. 1975)

## Fondiste(1)
- Nathalie von Siebenthal, fondista svizzera (Saanen, n. 1993)

## Fotografe(1)
- Chloë des Lysses, fotografa, giornalista e ex attrice pornografica francese (Tolone, n. 1972)

## Judoka(1)
- Natalina Lupino, ex judoka francese (Valenciennes, n. 1963)

## Medici(1)
- Nathalie Zajde, medico francese (Parigi, n. 1961)

## Mezzofondiste(1)
- Nathalie Blomqvist, mezzofondista finlandese (Jakobstad, n. 2001)

## Modelle(1)
- Nathalie Marquay, modella francese (Comines, n. 1967)

## Pallamaniste(1)
- Nathalie Hagman, pallamanista svedese (Farsta, n. 1991)

## Pattinatrici di short track(1)
- Nathalie Lambert, ex pattinatrice di short track canadese (Montréal, n. 1963)

## Pedagogiste(1)
- Nathalie de Salzmann de Etievan, pedagogista georgiana (Tbilisi, n. 1917 - Caracas, † 2007)

## Pistard(1)
- Nathalie Even-Lancien, ex pistard francese (Paimpol, n. 1970)

## Politiche(6)
- Nathalie Arthaud, politica francese (Peyrins, n. 1970)
- Nathalie Colin-Oesterlé, politica francese (Ollioules, n. 1965)
- Nathalie Griesbeck, politica francese (Metz, n. 1956)
- Nathalie Kosciusko-Morizet, politica francese (Parigi, n. 1973)
- Nathalie Lemel, politica francese (Brest, n. 1827 - Ivry-sur-Seine, † 1921)
- Nathalie Loiseau, politica e diplomatica francese (Neuilly-sur-Seine, n. 1964)

## Politologhe(1)
- Nathalie Tocci, politologa e editorialista italiana (Roma, n. 1977)

## Religiose(1)
- Nathalie Becquart, religiosa francese (Fontainebleau, n. 1969)

## Schermitrici(2)
- Nathalie Alibert, schermitrice francese (n. 1984)
- Nathalie Moellhausen, schermitrice italiana (Milano, n. 1985)

## Sciatrici alpine(6)
- Nathalie Blom, ex sciatrice alpina svedese (n. 1991)
- Nathalie Bouvier, ex sciatrice alpina francese (Les Rousses, n. 1969)
- Nathalie Eklund, ex sciatrice alpina svedese (n. 1992)
- Nathalie Gröbli, ex sciatrice alpina svizzera (n. 1996)
- Nathalie Jamet, ex sciatrice alpina francese (n. 1966)
- Nathalie Robert, ex sciatrice alpina francese (n. 1977)

## Scrittrici(4)
- Nathalie Gassel, scrittrice belga (Bruxelles, n. 1954)
- Nathalie Léger, scrittrice francese (Parigi, n. 1960)
- Signe Rink, scrittrice e etnologa danese (Paamiut, n. 1836 - Kristiania, † 1909)
- Nathalie Sarraute, scrittrice francese (Ivanovo, n. 1900 - Parigi, † 1999)

## Tenniste(7)
- Nathalie Baudone, ex tennista italiana (Rocourt, n. 1972)
- Nathalie Dechy, ex tennista francese (Les Abymes, n. 1979)
- Nathalie Fuchs, ex tennista francese (n. 1952)
- Nathalie Herreman, ex tennista francese (n. 1966)
- Nathalie Housset, ex tennista francese (n. 1968)
- Nathalie Tauziat, ex tennista francese (Bangui, n. 1967)
- Nathalie Viérin, ex tennista italiana (Sarre, n. 1982)

## Senza attività specificata(2)
- Nathalie Armbruster, combinatista nordica tedesca (n. 2006)
- Matali Crasset, architetta e designer francese (Châlons-en-Champagne, n. 1965)